# 翁普斯 (热尔省)
翁普斯（法語：Homps，法語發音：[ɔ̃ps] ⓘ）是法国热尔省的一个市镇，属于孔东区。该市镇总面积9.24平方公里，2009年时的人口为102人。

## 人口
翁普斯人口变化图示